# لوكاس بانيغاس
لوكاس بانيغاس (بالإسبانية: Lucas Banegas)‏ هو لاعب كرة قدم أرجنتيني في مركز الدفاع، ولد في 18 ديسمبر 1979 في بوينس آيرس في الأرجنتين. لعب مع Deportivo Merlo ‏.

## وصلات خارجية
- لوكاس بانيغاس على موقع قاعدة بيانات كرة القدم.إي يو (الإنجليزية)
- لوكاس بانيغاس على موقع Soccerway.com (الإنجليزية)